# Edgewood (Indiana)
Edgewood es un pueblo ubicado en el condado de Madison en el estado estadounidense de Indiana. En el Censo de 2010 tenía una población de 1913 habitantes y una densidad poblacional de 913 personas por km².

## Geografía
Edgewood se encuentra ubicado en las coordenadas 40°6′12″N 85°44′15″O / 40.10333, -85.73750. Según la Oficina del Censo de los Estados Unidos, Edgewood tiene una superficie total de 2.1 km², de la cual 2.1 km² corresponden a tierra firme y (0%) 0 km² es agua.

## Demografía
Según el censo de 2010, había 1913 personas residiendo en Edgewood. La densidad de población era de 913 hab./km². De los 1913 habitantes, Edgewood estaba compuesto por el 92.94% blancos, el 4.55% eran afroamericanos, el 0.16% eran amerindios, el 0.26% eran asiáticos, el 0% eran isleños del Pacífico, el 0.94% eran de otras razas y el 1.15% pertenecían a dos o más razas. Del total de la población el 1.83% eran hispanos o latinos de cualquier raza.